# Alan Brock MacFarlane
Pour les articles homonymes, voir MacFarlane.
Alan Brock MacFarlane (17 mai 1924-10 décembre 2018) est un homme politique canadien de la Colombie-Britannique. Il est député provincial libéral dans la circonscription britanno-colombienne de Oak Bay de 1960 à 1968,.

## Biographie
Né à Victoria en Colombie-Britannique, MacFarlane sert dans l'Aviation royale canadienne pendant la Seconde Guerre mondiale. Il étudie à l'Université de la Colombie-Britannique et est ensuite nommé au barreau de la Colombie-Britannique en 1949. 
Il démissionne de son poste de député en 1968 pour accepter un poste à la Cour suprême de la Colombie-Britannique. Il sert ensuite comme juge à la Cour d'appel de la Colombie-Britannique de 1982 à 1995.
MacFarlane meurt en décembre 2018 à l'âge de 94 ans.